# Península de Copacabana
La Península Copacabana es la península más grande del lago Titicaca. Está unida a tierra firme por el istmo de Yunguyo y separada de la península de Huata por el estrecho conocido como Tiquina. Políticamente, la península está dividida en territorios que son posesión de Bolivia (en concreto, el ámbito occidental del departamento de La Paz) y del Perú (sector oriental del departamento de Puno); al primero de ellos le corresponde más de la mitad de su superficie. La península de Copacabana recibe este nombre de la ciudad homónima ubicada en la bahía de Copacabana en lado boliviano.
En la parte norte de la península se forma la península de Yampupata en el sector boliviano, al estrecho que se forma entre la isla del Sol y la penìnsula de Yampupata se le conoce como estrecho de Yampupata.